# Raja dwuplama
Raja dwuplama (Leucoraja naevus) – gatunek ryby chrzęstnoszkieletowe z rodziny rajowatych (Rajidae).

## Występowanie
Północny Atlantyk od Wysp Owczych, Szetlandów do wybrzeża północno-zachodniej Afryki, Morze Śródziemne.
Występuje na głębokościach od 20 do 100 m, wyjątkowo głębiej, nad dnem piaszczystym.

## Cechy morfologiczne
Osiąga długość maksymalnie do 70 cm. Ciało spłaszczone grzbietobrzusznie o kształcie szerokiej rombowatej tarczy, przednia krawędź nieznacznie wycięta. Płetwy piersiowe zaokrąglone. Pysk  rozwartokątny. Skóra na stronie grzbietowej kolczasta, szorstka z wyjątkiem płetw piersiowych, które są gładkie. Na trzonie ogonowym cztery rzędy kolców, przy czym dwa zaczynają się z przodu ciała. Strona brzuszna gładka. Uzębienie składa się z 50–60 spiczastych zębów w każdej szczęce. Dwie małe płetwy grzbietowe osadzone są bardzo blisko siebie na końcu na końcu długiego, krępego trzonu ogonowego. Płetwa ogonowa zredukowana, płetwy odbytowej brak.
Strona grzbietowa od jasno- do szarobrązowej z jasnymi punktami. Pośrodku tarczy ciała dwie duże, przypominające oczy, czarne plamy z żółtym marmurkowaniem. Strona brzuszna biaława.

## Odżywianie
Żywi się małymi zwierzętami żyjącymi na przy dnie, głównie wieloszczety, skorupiaki i małymi rybkami. Zdobycz atakuje od góry przykrywając ją swoim ciałem.

## Rozród
Ryba jajorodna.